# William Frawley
William Clement Frawley (26 de febrero de 1887 – 3 de marzo de 1966) fue un actor teatral, televisivo y cinematográfico estadounidense.

## Primeros años y carrera
Sus padres eran Michael A. Frawley y Mary E. Brady, y nació en Burlington, Iowa. De joven estudió en una escuela católica, y cantó con el coro de la iglesia de St. Paul. Más adelante empezó a interpretar pequeños papeles en producciones teatrales locales, así como en representaciones de aficionados. Sin embargo, su madre estaba en contra de que se dedicara al mundo del espectáculo.
Frawley trabajó durante dos años en las oficinas de Union Pacific en Omaha, Nebraska. Posteriormente, se trasladó a Chicago, donde  encontró trabajo como estenógrafo. Poco después Frawley hizo un papel cantado en una comedia musical, The Flirting Princess, en contra de los deseos de su madre. Para congraciarse con ella, Frawley se mudó a San Luis (Misuri), donde trabajó en otro ferrocarril.
Incómodo en su último trabajo, Frawley echaba de menos el teatro. Finalmente, decidió hacer un número de vodevil con su hermano menor, Paul. Seis meses después, la madre de Frawley ordenó a Paul que volviera a Iowa. Durante ese período Frawley escribió un guion llamado Fun in a Vaudeville Agency. Ganó unos 500 dólares por su trabajo y, tras ello, se decidió a viajar al Oeste, asentándose en Denver, Colorado. Fue contratado como cantante de un café, y tras hacerse con una buena reputación, se juntó al pianista Franz Rath. Ambos viajaron a San Francisco (California) con su número, "A Man, a Piano, and a Nut." A lo largo de su carrera en el vodevil, Frawley presentó y contribuyó a popularizar canciones como "My Mammy", "My Melancholy Baby", y "Carolina in the Morning". Años más tarde, en 1958, grabó muchas de sus antiguas canciones en el Long Play William Frawley Sings the Old Ones. En 1965 actuó en el show de la CBS-TV "I've Got A Secret", cantando "My Melancholy Baby".
En 1914 Frawley se casó con su compañera de vodevil Edna Louise Broedt. Diseñaron un número, "Frawley and Louise", que interpretaron por todo el país. La pareja se separó en 1921 y se divorció en 1927. No tuvieron hijos. Frawley después fue a Broadway. Su primer espectáculo fue la comedia musical Merry, Merry en 1925. Frawley hizo su primer papel dramático en 1932, interpretando a Owen O’Malley en la producción original de la obra de Ben Hecht y Charles MacArthur Twentieth Century. Siguió actuando en el teatro, tanto en Broadway como fuera de allí, hasta 1933.
En 1916 Frawley ya había actuado en dos cortometrajes mudos. Hizo actuaciones posteriores en otros tres cortos, pero no fue hasta 1933 que decidió hacer una carrera en el cine. Por ello viajó a Los Ángeles, California, y firmó un contrato de siete años con Paramount Pictures. Como actor de carácter tuvo muchos papeles en diferentes géneros —comedias, dramas, musicales, westerns y filmes románticos—. Una actuación destacada fue la que hizo en 1947 en el film Miracle on 34th Street, interpretando al asesor político del juez Harper. Otras interpretaciones suyas destacadas son las de Alibi Ike (1935), con Joe E. Brown, y  Monsieur Verdoux, de Charles Chaplin (1947).

## Televisión

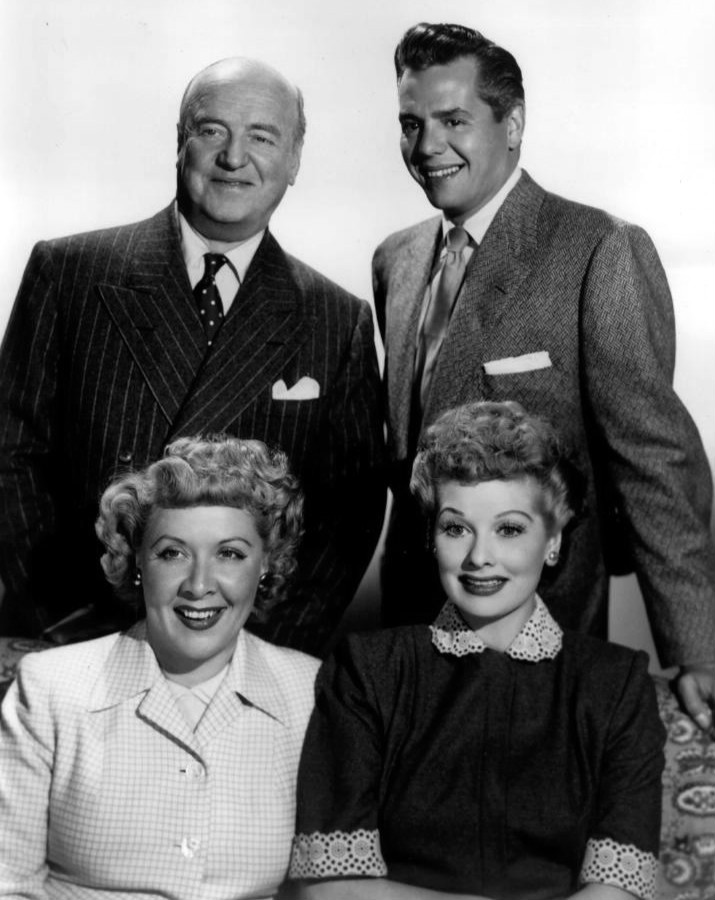
William Frawley en una foto publicitaria de I Love Lucy

### I Love Lucy
Hacia 1951, el actor, con 64 años de edad, ya había actuado en más de 100 filmes. Sin embargo, los papeles ya empezaban a escasear. Cuando tuvo conocimiento de que Desi Arnaz y Lucille Ball buscaban actores para una nueva serie televisiva, buscó la oportunidad de interpretar el papel de Fred Mertz.  
El actor Gale Gordon, amigo de Lucille Ball, fue la primera elección para interpretar el papel. Sin embargo, Gordon ya estaba comprometido en otro proyecto. Por ello Ball y Arnaz acordaron contratar a Frawley, un veterano del cine, lo cual no convencía a los ejecutivos de la CBS, pues afirmaban que era una persona inestable y con problemas con la bebida. Advertido de todo ello, fue contratado, y el actor cumplió con su papel con normalidad, llegando a hacer una gran amistad con Arnaz.
I Love Lucy, que se estrenó el 15 de octubre de 1951, fue un gran éxito. El programa se mantuvo seis años con un formato de episodios de media hora, pasando entre 1957 y 1960 a especiales de una hora denominados The Lucy-Desi Comedy Hour.    
Vivian Vance interpretó a Ethel Mertz, la esposa en la ficción de Frawley. Aunque ambos actores compartían una gran química cómica y musical en la pantalla, en la vida real su relación era mala, probablemente debido a los 22 años de edad existentes entre ellos.
Por su trabajo en la serie, Frawley fue nominado en cinco ocasiones a los Emmy al mejor actor de reparto en serie de comedia (en 1953, 1954, 1955, 1956 y 1957).
En 1960 Ball y Arnaz dieron a Frawley y Vance la oportunidad de interpretar su propia serie spin off "Fred and Ethel" para los Desilu Studios. Frawley vio en ello una lucrativa oportunidad y aceptó. Vance, sin embargo, declinó la oferta, no deseando trabajar de nuevo con Frawley, por lo que la serie fue anulada.

### My Three Sons
Frawley actuó a partir de 1960 en la serie de la ABC My Three Sons, interpretando a Michael Francis "Bub" O'Casey. Protagonizada por Fred MacMurray, la serie se centraba en un viudo criando a sus tres hijos. La mala salud forzó el retiro de Frawley tras trabajar cinco años en el programa. Fue reemplazado por William Demarest.

## Fallecimiento
La última actuación de Frawley en la pantalla fue un cameo realizado en octubre de 1965 en la segunda serie de Lucille Ball, The Lucy Show.
Ya afectado por una operación para tratarle un cáncer de próstata más de un año antes, el 3 de marzo de 1966 Frawley sufrió un infarto agudo de miocardio mientras caminaba por Hollywood Boulevard. Ese mismo día falleció en el Hospital Hollywood Receiving.
Fue enterrado en el Cementerio San Fernando Misión en Mission Hills, Los Ángeles, California.
Por su trabajo en el cine, Frawley recibió una estrella en el Paseo de la Fama de Hollywood, en el 6322 de Hollywood Boulevard.

## Filmografía
| - Lord Loveland Discovers America (1916) - Persisent Percival (1916) (corto) - Should Husbands Be Watched? (1925) (corto) - Turkey for Two (1929) (corto) - Fancy That (1929) (corto) - Moonlight and Pretzels (1933) - Hell and High Water (1933) - Miss Fane's Baby Is Stolen (1934) - Bolero (1934) - The Crime Doctor (1934) - The Witching Hour (1934) - Shoot the Works (1934) - The Lemon Drop Kid (1934) - Here Is My Heart (1934) - Car 99 (1935) - Roberta (1935) - Hold 'Em Yale (1935) - Alibi Ike (1935) - College Scandal (1935) - Welcome Home (1935) - It's a Great Life (1935) - Harmony Lane (1935) - Ship Cafe (1935) - Strike Me Pink (1936) - Desire (1936) - F-Man (1936) - The Princess Comes Across (1936) - Three Cheers for Love (1936) - The General Died at Dawn (1936) - Three Married Men (1936) - Rose Bowl (1936) - High, Wide, and Handsome (1937) - Double or Nothing (1937) - Los peligros de la gloria (1937) - Blossoms on Broadway (1937) - Mad About Music (1938) - Professor Beware (1938) - Sons of the Legion (1938) - Touchdown, Army (1938) - Ambush (1939) - St. Louis Blues (1939) - Persons in Hiding (1939) - The Adventures of Huckleberry Finn (1939) - Rose of Washington Square (1939) - Ex-Champ (1939) - Grand Jury Secrets (1939) - Night Work (1939) - Stop, Look and Love (1939) - The Farmer's Daughter (1940) - Opened by Mistake (1940) - Those Were the Days! (1940) - Untamed (1940) - Golden Gloves (1940) - Rhythm on the River (1940) - The Quarterback (1940) - One Night in the Tropics (1940) - Dancing on a Dime (1940) - Sandy Gets Her Man (1940) - Six Lessons from Madame La Zonga (1941) | - Footsteps in the Dark (1941) - Blondie (1941) - The Bride Came C.O.D. (1941) - Cracked Nuts (1941) - Public Enemies (1941) - Treat 'Em Rough (1942) - Roxie Hart (1942) - It Happened in Flatbush (1942) - Give Out, Sisters (1942) - Wildcat (1942) - Moonlight in Havana (1942) - Gentleman Jim (1942) - We've Never Been Licked (1943) - Larceny with Music (1943) - Whistling in Brooklyn (1943) - The Fighting Seabees (1944) - Going My Way (1944) - Minstrel Man (1944) - Lake Placid Serenade (1944) - Flame of Barbary Coast (1945) - Hitchhike to Happiness (1945) - Lady on a Train (1945) - Ziegfeld Follies (1946) - The Virginian (1946) - Rendezvous with Anne (1946) - The Inner Circle (1946) - Crime Doctor's Man Hunt (1946) - Hit Parade of 1947 (1947) - Monsieur Verdoux (1947) - Miracle on 34th Street (1947) - I Wonder Who's Kissing Her Now (1947) - Mother Wore Tights (1947) - Down to Earth (1947) - Blondie (1947) - My Wild Irish Rose (1947) - Texas, Brooklyn and Heaven (1948) - Good Sam (1948) - The Babe Ruth Story (1948) - Joe Palooka in Winner Take All (1948) - The Girl from Manhattan (1948) - Chicken Every Sunday (1949) - The Lone Wolf and His Lady (1949) - Home in San Antone (1949) - Red Light (1949) - The Lady Takes a Sailor (1949) - East Side, West Side (1949) - Blondie (1950) - Kill the Umpire (1950) - Kiss Tomorrow Goodbye (1950) - Pretty Baby (1950) - Abbott and Costello Meet the Invisible Man (1951) - The Lemon Drop Kid (1951) - Rhubarb (1951) - Rancho Notorious (1952) - I Love Lucy (1953) (no estrenada) - The Dirty Look (1954) (corto) - Better Football (1954) (corto) - Safe at Home! (1962) |

## Trabajo televisivo parcial
- I Love Lucy (1951-1957)
- The Lucille Ball-Desi Arnaz Show (1957-1960)
- My Three Sons (1960-1965)
- The Lucy Show (1965 — cameo)

## Trabajo en Broadway
- Merry, Merry (1925-1926)
- Bye, Bye, Bonnie (1927)
- She's My Baby (1928)
- Here's Howe (1928)
- Sons O' Guns (1929-1930)
- She Lived Next to the Firehouse (1931)
- Tell Her the Truth (1932)
- Twentieth Century (1932-1933)
- The Ghost Writer (1933)

## Discografía

### Álbumes
- William Frawley Sings the Old Ones (1958)